# 長崎芒塚インターチェンジ
長崎芒塚インターチェンジ（ながさきすすきづかインターチェンジ）は、長崎県長崎市にある長崎自動車道のインターチェンジである。供用前の仮称は当初「日見」のち「長崎日見」であった。

## 概要
2004年（平成16年）に長崎多良見IC - 長崎IC間の開通に伴って供用が開始されたインターチェンジであるが、ほぼ隣に位置する日見峠の狭隘な地形の都合により、鳥栖JCT方面との出入口しかないハーフICの形で建設された。
一見すると地味なインターであるが、接続する長崎県道116号長崎芒塚インター線はかつての国道34号だった県道であり、県道に出てすぐ西側に行くと日見トンネル（旧道。現在はその北側にバイパス道路・日見バイパスが開通している）を経て長崎市街（長崎県庁・稲佐山など）に到達できる。また、県道に出て東側に行くと東長崎地区に位置する長崎ペンギン水族館や長崎中央卸売市場方面へ到達することも可能である。
2025年（令和7年）3月17日より料金所がETC専用になっている。

## 道路
- E34 長崎自動車道（12番）

## 接続する道路
- 長崎県道116号長崎芒塚インター線（旧国道34号）

## 料金所

### 入口
- レーン数：2
  - ETC専用：1
  - ETC/サポート：1

### 出口
- レーン数：3
  - ETC専用：1
  - サポート：2

## 周辺
- 長崎ペンギン水族館
- 長崎総合科学大学
  - 長崎総合科学大学附属高等学校
- 長崎市中央卸売市場

## 隣
E34 長崎自動車道
(13) 長崎IC - (12) 長崎芒塚IC - (11) 長崎多良見IC